# NGC 193
NGC 193 é uma galáxia elíptica (E/SB0) localizada na direcção da constelação de Pisces. Possui uma declinação de +03° 19' 52" e uma ascensão recta de 0 horas, 39 minutos e 18,5 segundos.
A galáxia NGC 193 foi descoberta em 21 de Dezembro de 1786 por William Herschel.